# Gry Johansen
Gry Johansen-Meilstrup (conhecida como Gry) (Copenhaga, 28 de Agosto de 1964)  é uma cantora dinamarquesa que representou o seu país no Festival Eurovisão da Canção 1983 interpretando a canção "Kloden drejer" ("O planeta gira"). Na final do concurso, realizado naquele ano em Munique, terminou em 17.º lugar, tendo obtido 16 pontos.  O apelido Meilstrup foi obtido após matrimónio com o compositor/engenheiro Per Meilstrup. É filha da também cantora dinamarquesa Vivian Johansen que também participou em várias finais do Dansk Melodi Grand Prix, nunca tendo vencido algum .
O seu primeiro disco foi um single "Mr Farao", lançado em 1980.
Johansen tentou voltar a participar no Festival da Eurovisão em 1985, 1989 e em 2000, mas não foi selecionada para representar novamente o seu país naquele evento.
Alcançou sucesso formando um duo com o cantor e produtor alemão Bernie Paul, conseguindo êxito com os temas "Our love is alive", "Reach out for the stars". Juntamente com ele gravou o álbum "Moments in love". Para estes trabalhos mudou o seu nome artístico para  "Bo Andersen".
Tem entrado em várias séries televisivas da Dinamarca e na série alemã "Gute Zeiten, schlechte Zeiten" com o nome artístico de Bo Andersen, sempre como cantora ou música.

## Discografia
| Ano  | Título                                    | Tipo       | Editora               | Nome artístico             | Notas                                                                      |
| ---- | ----------------------------------------- | ---------- | --------------------- | -------------------------- | -------------------------------------------------------------------------- |
| 1980 | Mr. Farao / Weekend                       | Single     | Cascade               | Gry                        |                                                                            |
| 1981 | How I Love that Guy                       | Single     | Cascade               | Gry                        | Lançado na Bélgica                                                         |
| 1982 | Give the Boys what they want / Hot Loving | Single     | Royton Music          | Diana Dee                  |                                                                            |
| 1983 | Kloden drejer                             | Single     | Royton Music          | Gry                        | Lançado em inglês para o resto da Europa com o título We're Like Starlight |
| 1983 | Strangely Erotic / For One More Night     | Single     | Royton Music          | Gry                        |                                                                            |
| 1983 | In the Night / It's Over                  | Single     | CBS Records           | Gry                        |                                                                            |
| 1984 | Magic Touch                               | LP         | CBS REcords           | Gry                        |                                                                            |
| 1986 | Sparks                                    | LP-álbum   | Solid State Records   | Gry                        |                                                                            |
| 1986 | September Love                            | Single     | SSM                   | Gry                        |                                                                            |
| 1986 | Our Love is Alive                         | Single     | Blow Up               | Bo Andersen og Bernie Paul |                                                                            |
| 1988 | Hold me in your Arms                      | Single     | Iceberg Records       | Gry og Bernie Paul         |                                                                            |
| 1988 | Reach out for the Stars                   | Single     | Ariola                | Bo Andersen og Bernie Paul |                                                                            |
| 1988 | Hold me in your Arms                      | Singel     | Intercord             | Bo Andersen og Bernie Paul |                                                                            |
| 1990 | Carry on                                  | Álbum      | Supraphon             | Bo Andersen og Bernie Paul |                                                                            |
| 1992 | Gefühle                                   | Álbum      | BMG Ariola Media GmbH | Bo Andersen                |                                                                            |
| 1982 | Mitten ins Herz                           | Single     | Ariola                | Bo Andersen                | Lançado na Alemanha                                                        |
| 1995 | Gefühle                                   | Compilação | Ariola Express        | Bo Andersen                |                                                                            |
| 2011 | Du er alt                                 | Single     | Meilstrup Music       | Gry                        |                                                                            |